# تلمبه محمدیه
تلمبه محمدیه یک منطقهٔ مسکونی در ایران است که در دهستان بهرمان واقع شده‌است. تلمبه محمدیه ۱۶ نفر جمعیت دارد.